# Tinagma perdicella
Tinagma perdicella — вид лускокрилих комах родини дугласіїд (Douglasiidae).

## Поширення
Вид досить поширений в Європі. Присутній у фауні України.

## Опис
Розмах крил 8-12 мм.

## Спосіб життя
Імаго літають у травні-червні. Активні вдень. Личинки живляться листям Fragaria vesca and possibly Potentilla та Rubus. Спершу вони мінують листя, потім виїдають серцевину листка зовні.